# Tanytarsus tupungatensis
Tanytarsus tupungatensis är en tvåvingeart som beskrevs av Brethes 1909. Tanytarsus tupungatensis ingår i släktet Tanytarsus och familjen fjädermyggor. Inga underarter finns listade i Catalogue of Life.